# Area archeologica di Catignano
L'area archeologica di Catignano è un sito archeologico dove sono stati ritrovati resti di un abitato del neolitico (V millennio a.C.), in località Sterpara-Ponte Rosso vicino a Catignano in provincia di Pescara.

## Ritrovamento
A partire dagli anni ’60-’70 del Novecento una serie di ricognizioni e scavi archeologici, effettuati in località Ponte Rosso al km 39 della SS. 602, portarono alla luce nel 1970 resti di un importante centro abitato risalente al VI – V millennio a.C. (Neolitico).
Nel 2022 il comune ha presentato un progetto per rendere visitabile l'area archeologica.

## Descrizione
In questo luogo, su di un terrazzo fluviale posto alla confluenza tra il fiume Nora e il Fosso dei Cappuccini, gruppi di umani organizzarono un villaggio del quale restano interessantissime tracce, testimonianza dell'avvenuto passaggio dal nomadismo alla sedentarietà, oggi visibili presso l’area archeologica. 
Nel sito sono state rilevate cavità di varie forme che testimoniano le attività e l’organizzazione di vita di questi gruppi preistorici: capanne di forma rettangolare con absidi, fosse di combustione utilizzate per la cottura della ceramica, pozzetti per la conservazione del cibo o per il rilascio dei rifiuti.
Sono stati rinvenuti inoltre numerosi reperti che testimoniano delle abitudini quotidiane, delle prime forme culturali e di artigianato artistico elaborate da questi preistorici insediamenti umani. Si tratta soprattutto di vasi in ceramica figulina con elementi decorativi impressi o dipinti, oggetti d’uso domestico e qualche idoletto fittile in forme antropomorfe.
Tra i manufatti ne sono stati ritrovati alcuni in ossidiana, materiale vulcanico non originario dell'Abruzzo, che testimonia contatti, forse anche di tipo commerciale, con genti lontane.
Le sepolture rinvenute a Catignano nella maggior parte dei casi sono ubicate in corrispondenza dei punti più deboli delle strutture abitative, quasi a voler evidenziare il potere protettivo rivestito dal defunto nei confronti del nucleo domestico. Emblematiche sono la cosiddetta sepoltura Catignano 1, posta lungo la parete est della struttura numero 9 che contiene un individuo di sesso femminile di età compresa tra i 40 e i 50 anni, posto in posizione rannicchiata sul fianco sinistro entro una fossa contemporanea alla deposizione del cadavere; il cranio presenta lesioni traumatiche e due trapanazioni.
L'individuo Catignano 2 è stato deposto all'interno della buca numero 39: si tratta di un bambino di età compresa tra i 3 e i 5 anni, posto in posizione rannicchiata e accompagnato da un corredo costituito da una ciotoletta a pareti diritte posizionata in prossimità della testa. In prossimità del bambino inumato sono stati rinvenuti resti scheletrici di due bambini e di animali.
Interessanti appaiono anche le deposizioni di resti scheletrici di cane: nella buca numero 146 della capanna 2 giacciono i frammenti del cranio, una mandibola e un'ulna, mentre nella fossa di combustione numero 3 due emimandibole. Il ritrovamento di deposizioni di cani in questo sito come in altri, non solo del Neolitico italiano ma anche levantino, permetterebbe di valutare l'ipotesi di una sacralizzazione del cane, anche perché nella maggior parte dei casi i resti scheletrici di cane non presentano tracce di macellazione o di combustione.
Gli idoletti fittili e le varie rappresentazioni antropo-zoomorfe sono stati rinvenuti sia nella vecchia area di scavo, denominata A, sia nella più recente area denominata D.
Le rappresentazioni zoomorfe si possono riassumere in un vaso in ceramica figulina e decorato con pittura rossa, in un frammento di protome animale, in una serie di peducci di vasi polipodi e in un frammento di cornetto.
Le rappresentazioni antropomorfe sono connesse a oggetti lavorati secondo diverse tecniche artigianali: sono stati rinvenuti vasi le cui rappresentazioni furono effettuate in pittura o incisione e ancora più particolari risultano diverse rappresentazioni plastiche costituenti sopraelevazioni di anse, idoletti a modulo cilindrico, idoletti con resa stilizzata del viso e idoletti con resa a tutto tondo. 

## Cultura di Catignano
La qualità e la particolarità dei reperti in ceramica ritrovati nel sito, hanno portato ad identificare una nuova facies culturale dal luogo del ritrovamento, per questo detta Cultura di Catignano.
Questa si identifica per la cosiddetta Ceramica figulina, una ceramica di ottima qualità, di colore giallo chiaro, decorata con motivi geometrice, dipinti con il rosso, utilizzata per gli oggetti di maggior pregio.